# サウルコス福井
サウルコス福井（サウルコスふくい、Saurcos Fukui）は、かつて存在した社会人サッカークラブ。福井県福井市を本拠地としていた。2018年末を持って運営法人が解散し、チームそのものは2019年1月に組織変更の上で福井ユナイテッドFCに承継された。

## 概要
2006年に設立されたNPO法人「福井にJリーグチームをつくる会」が、Jリーグ入りを目指すクラブを立ち上げるべく福井県内に本拠を置く11チーム（北信越リーグ所属のFC金津・丸岡フェニックスSCの2チームと福井県リーグ1部所属の9チーム）に母体チームとなるよう呼びかけたところ、これに唯一応じたFC金津（当時北信越リーグ2部、1983年設立）を母体として創設された。
クラブ名のサウルコス (Saurcos) は、英語で恐竜を意味する「ディノサウルス」(dinosaur) と軍団を意味する「コープス」(corps) を組み合わせた造語で、チーム発足時に「ザウルス福井」「サウルス福井」「サウルコス福井」という、いずれも恐竜にちなんだ3つのチーム名候補の中から一般投票で選ばれた。なお、トップチームの運営は2017年にNPO法人から「株式会社サウルコス福井」に移管され、NPO法人は引き続きジュニアの育成や普及部門を担当した。
エンブレムには、福井県で発見された肉食恐竜「フクイラプトル」の化石と福井県の輪郭を一体化したマークとボールと組み合わせた県花の水仙が、チームが発足した2006年とともに配置されている。チームカラーは、雪の降る大地で、忍耐強く夢に向かっていく姿勢を表すホワイト、心に秘める情熱やエネルギーを意味するオレンジ、この2色が駆け回る舞台となるピッチと、緑あふれる豊かな福井のイメージを表すグリーンを使用。
ホームスタジアムは坂井市三国町のテクノポート福井スタジアムを中心に県東部の複数のサッカー場でホームゲームを行っていた。2014年4月よりグリーンシェルターと共同でテクノポート福井スタジアムを含むテクノポート福井総合公園の指定管理者として運営管理を行っていた。このほか、2016年秋にはあわら市横垣に自前の天然芝グラウンド「サウルコス福井あわらフットボールパーク」が完成し、練習場等に活用していた。

### 経営難による組織変更
2018年6月下旬、クラブを運営するNPO法人「福井にJリーグチームをつくる会」が資金難で単独運営が厳しい状況に陥っていることが報じられた。当時、活動資金は主にスポンサー料やサッカースクール代のほかに、理事長の梶本知暉（福井トヨタ自動車顧問）が個人で資金拠出を行っていたが、同月に入り、梶本が体調不良のため入院したのを契機に資金不足の問題が浮上。人件費や遠征費の捻出にとどまらず、サッカー成年男子チームとしての単独出場が予定されていた同年秋開催の福井しあわせ元気国体への出場すら危ぶまれる状況になり、6月25日夜に開催された臨時理事会では「（NPO法人及びクラブの）解散もやむなし」との声すら上がる事態となった。NPOはクラブ存続に向け、支援金を募ることとなった。
この窮状を受けて、NPOが支援を求めていた福井県サッカー協会が具体的な支援に乗り出すことになり、県協会主導の下でクラブ存続に賛同する企業経営者ら有志が主導して新会社を設立し、運営を新会社に移管する方向であることが報じられた。当初は11月中にも新会社設立の運びであるとも報じられたが、新会社設立に向けた協議が難航しており、新会社設立の見通しはなかなか立たず、2019年当初にずれ込むこととなった。チーム名については刷新が予定されている。
一方、NPOの実施した支援金募金には国体で優勝した選手も奔走した 結果、1000万円を越える支援金が集まり、人件費等に充当することができたことで残務整理がほぼ終わり、2018年11月22日に公式サイトにて、2018年末にNPO法人「福井にJリーグチームをつくる会」が解散することが発表され、12月25日をもって公式サイトを閉鎖することが明らかになった。
2019年1月15日以降、福井新聞 と中日新聞 が、新たな運営会社として「福井ユナイテッド株式会社」が2019年1月11日付で設立された事と、併せてチーム名が「福井ユナイテッドFC」となる事を報じた。併せて中日新聞は、NPO福井にJリーグチームをつくる会から職員を数人招くことも報じている。
2019年11月14日午前10時、福井地方裁判所民事部破産係により「特定非営利活動法人福井にJリーグチームをつくる会」は破産手続開始の決定とされた。

## チーム成績・歴代監督

### リーグ戦

#### FC金津
| 年度 | 所属      | 順位 | 勝点 | 試合 | 勝 | 分 | 敗 | 得点 | 失点 | 差 |
| ---- | --------- | ---- | ---- | ---- | -- | -- | -- | ---- | ---- | -- |
| 2002 | 福井県1部 | 優勝 |      |      |    |    |    |      |      |    |
| 2003 | 福井県1部 |      |      |      |    |    |    |      |      |    |
| 2004 | 福井県1部 | 優勝 | 27   | 9    | 9  | 0  | 0  |      |      | 38 |
| 2005 | 北信越2部 | 6位  | 24   | 13   | 7  | 3  | 3  | 25   | 15   | 10 |
| 2006 | 北信越2部 | 2位  | 22   | 14   | 6  | 4  | 4  | 25   | 16   | 09 |

#### サウルコス福井
| 年度 | 所属      | 順位 | 勝点 | 試合 | 勝 | 分 | 敗 | 得点 | 失点 | 差  | 監督                                |
| 2007 | 北信越2部 | 2位  | 28   | 14   | 9  | 1  | 4  | 28   | 15   | 13  | 山下綱章                            |
| 2008 | 北信越1部 | 7位  | 9    | 14   | 2  | 3  | 9  | 18   | 41   | -23 | 山下綱章                            |
| 2009 | 北信越1部 | 5位  | 10   | 14   | 3  | 1  | 10 | 15   | 41   | -26 | 山田晃史                            |
| 2010 | 北信越1部 | 5位  | 16   | 14   | 5  | 1  | 8  | 18   | 43   | -25 | 石田一博                            |
| 2011 | 北信越1部 | 4位  | 20   | 14   | 5  | 5  | 4  | 22   | 18   | 4   | 石田学                              |
| 2012 | 北信越1部 | 優勝 | 37   | 14   | 12 | 1  | 1  | 56   | 7    | 49  | 石田学                              |
| 2013 | 北信越1部 | 優勝 | 38   | 14   | 12 | 2  | 0  | 43   | 7    | 36  | 佐野達                              |
| 2014 | 北信越1部 | 優勝 | 39   | 14   | 13 | 0  | 1  | 48   | 5    | 43  | 佐野達                              |
| 2015 | 北信越1部 | 優勝 | 36   | 14   | 12 | 0  | 2  | 48   | 5    | 43  | 佐野達                              |
| 2016 | 北信越1部 | 2位  | 35   | 14   | 11 | 2  | 1  | 45   | 4    | 41  | 石田学 (-9月) 今井昌太 (代行・9月-) |
| 2017 | 北信越1部 | 優勝 | 35   | 14   | 11 | 2  | 1  | 55   | 5    | 50  | 望月一仁                            |
| 2018 | 北信越1部 | 優勝 | 38   | 14   | 12 | 2  | 0  | 61   | 8    | 53  | 望月一仁                            |

### 天皇杯
- 出場10回

| 回 | 年月日        | 時期  | 会場     | スコア   | 対戦相手                |
| 88 | 2008年9月13日 | 1回戦 | 福井     | 2(延長)1 | 奈良産業大学 (奈良)     |
| 88 | 2008年9月20日 | 2回戦 | 福井     | 0-4      | 松本山雅FC (長野)       |
| 89 | 2009年9月20日 | 1回戦 | 奈良橿原 | 0-1      | 奈良クラブ (奈良)       |
| 90 | 2010年9月3日  | 1回戦 | 福井     | 0-2      | 富山新庄クラブ (富山)   |
| 92 | 2012年9月3日  | 1回戦 | 福井     | 3-0      | 新潟経営大学 (新潟)     |
| 92 | 2012年9月9日  | 2回戦 | 新潟市陸 | 1(延長)2 | アルビレックス新潟 (J1) |
| 93 | 2013年8月31日 | 1回戦 | 福井     | 1-0      | 宮崎産業経営大学 (新潟) |
| 93 | 2013年9月7日  | 2回戦 | ヤマハ   | 1-8      | ジュビロ磐田 (J1)       |
| 94 | 2014年7月6日  | 1回戦 | 岩瀬     | 7-0      | 富山新庄クラブ (富山)   |
| 94 | 2014年7月13日 | 2回戦 | 福井     | 1-8      | アルビレックス新潟 (J1) |
| 95 | 2015年8月29日 | 1回戦 | 松本     | 0-3      | 松本山雅FC (J1)         |
| 96 | 2016年8月28日 | 1回戦 | 石川西部 | 1-4      | ツエーゲン金沢 (J2)     |
| 97 | 2017年4月22日 | 1回戦 | 愛鷹     | 0-1      | アスルクラロ沼津 (静岡) |
| 98 | 2018年5月26日 | 1回戦 | 福井     | 2(延長)3 | 中京大学 (愛知)         |

### 全国社会人サッカー選手権大会
- 出場9回

| 回 | 年月日         | 時期     | 会場                                  | スコア       | 対戦相手             |
| 44 | 2008年10月18日 | 1回戦    | 新潟市鳥屋野運動公園球技場            | 2(延長)3     | FC秋田カンビアーレ   |
| 47 | 2011年10月15日 | 1回戦    | 大垣市赤坂スポーツ公園多目的広場      | 2-0          | バンディオンセ加古川 |
| 47 | 2011年10月16日 | 2回戦    | 養老町スマイルグラウンド              | 0(延長)1     | 愛媛FCしまなみ       |
| 48 | 2012年10月13日 | 1回戦    | 三鷹市大沢総合グランドサッカー場      | 0-1          | さいたまSC           |
| 49 | 2013年10月19日 | 1回戦    | 島原市営平成町多目的広場              | 5-1          | 札幌蹴球団           |
| 49 | 2013年10月20日 | 2回戦    | 島原市営平成町多目的広場              | 2-1          | VONDS市原FC          |
| 49 | 2013年10月21日 | 準々決勝 | 島原市営平成町多目的広場              | 0-1          | グルージャ盛岡       |
| 50 | 2014年9月27日  | 1回戦    | 橋本市運動公園多目的広場              | 4-1          | トヨタ自動車北海道   |
| 50 | 2014年9月28日  | 2回戦    | 橋本市運動公園多目的広場              | 0(延長)1     | 奈良クラブ           |
| 51 | 2015年10月17日 | 1回戦    | 遠野市国体記念公園市民サッカー場      | 2(延長)3     | FC今治               |
| 52 | 2016年10月22日 | 1回戦    | 新居浜市営サッカー場 第2グラウンド    | 6-1          | St.Andrew's FC       |
| 52 | 2016年10月23日 | 2回戦    | 新居浜市営サッカー場 第1グラウンド    | 0-1          | ヴィアティン三重     |
| 53 | 2017年10月14日 | 1回戦    | 丸岡スポーツランド 人工芝グラウンド南 | 3-1          | 札大GP               |
| 53 | 2017年10月15日 | 2回戦    | 丸岡スポーツランドサッカー場          | 3-4          | VONDS市原            |
| 54 | 2018年10月20日 | 1回戦    | ひたちなか市総合運動公園スポーツ広場A | 2-1          | FCティアモ枚方       |
| 54 | 2018年10月21日 | 2回戦    | ひたちなか市総合運動公園陸上競技場    | 1-1 (PK 6-5) | NIFS KANOYA FC       |
| 54 | 2018年10月22日 | 準々決勝 | 北海浜多目的球技場                    | 0-0 (PK 3-5) | FC刈谷               |

### 全国地域サッカーチャンピオンズリーグ
- 出場6回

| 回 | 年月日         | ラウンド         | 会場                               | スコア       | 対戦相手                 |
| 36 | 2012年11月16日 | 1次（Aグループ） | 郡山市営西部サッカー場             | 3-1          | アミティエSC             |
| 36 | 2012年11月17日 | 1次（Aグループ） | 郡山市営西部サッカー場             | 2-2 (PK 4-3) | 福島ユナイテッドFC       |
| 36 | 2012年11月18日 | 1次（Aグループ） | 郡山市営西部サッカー場             | 2-3          | デッツォーラ島根E.C      |
| 37 | 2013年11月8日  | 1次（Cグループ） | 維新百年記念公園陸上競技場         | 0-3          | ファジアーノ岡山ネクスト |
| 37 | 2013年11月9日  | 1次（Cグループ） | 維新百年記念公園陸上競技場         | 4-3          | ジョイフル本田つくばFC   |
| 37 | 2013年11月10日 | 1次（Cグループ） | 維新百年記念公園陸上競技場         | 2-1          | FC今治                   |
| 38 | 2014年11月7日  | 1次（Cグループ） | 乃木浜総合公園多目的グラウンドB    | 2-1          | FC鈴鹿ランポーレ         |
| 38 | 2014年11月8日  | 1次（Cグループ） | 乃木浜総合公園多目的グラウンドB    | 0-1          | クラブ・ドラゴンズ       |
| 38 | 2014年11月9日  | 1次（Cグループ） | 乃木浜総合公園多目的グラウンドB    | 5-0          | 松江シティFC             |
| 38 | 2014年11月22日 | 決勝             | ゼットエーオリプリスタジアム       | 1-1 (PK 3-5) | クラブ・ドラゴンズ       |
| 38 | 2014年11月23日 | 決勝             | ゼットエーオリプリスタジアム       | 1-3          | FC大阪                   |
| 38 | 2014年11月24日 | 決勝             | ゼットエーオリプリスタジアム       | 1-5          | 奈良クラブ               |
| 39 | 2015年11月06日 | 1次（Cグループ） | 愛媛県総合運動公園球技場           | 1-0          | アルテリーヴォ和歌山     |
| 39 | 2015年11月7日  | 1次（Cグループ） | 愛媛県総合運動公園球技場           | 4-0          | 阪南大クラブ             |
| 39 | 2015年11月8日  | 1次（Cグループ） | 愛媛県総合運動公園球技場           | 2-2 (PK 6-7) | FC今治                   |
| 39 | 2015年11月21日 | 決勝             | 高知県立春野総合運動公園陸上競技場 | 0-2          | ブリオベッカ浦安         |
| 39 | 2015年11月22日 | 決勝             | 高知県立春野総合運動公園陸上競技場 | 0-1          | ラインメール青森         |
| 39 | 2015年11月23日 | 決勝             | 高知県立春野総合運動公園陸上競技場 | 1-0          | FC刈谷                   |
| 41 | 2017年11月10日 | 1次（Aグループ） | 栃木県グリーンスタジアム           | 2-1          | 鈴鹿アンリミテッドFC     |
| 41 | 2017年11月11日 | 1次（Aグループ） | 栃木県グリーンスタジアム           | 1-1 (PK 4-3) | 松江シティFC             |
| 41 | 2017年11月12日 | 1次（Aグループ） | 栃木県グリーンスタジアム           | 0-1          | VONDS市原FC              |
| 42 | 2018年11月9日  | 1次（Cグループ） | 松江市営陸上競技場                 | 1-1          | 栃木ウーヴァFC           |
| 42 | 2018年11月10日 | 1次（Cグループ） | 松江市営陸上競技場                 | 2-3          | おこしやす京都AC         |
| 42 | 2018年11月11日 | 1次（Cグループ） | 松江市営陸上競技場                 | 1-2          | 松江シティFC             |

## タイトル

### リーグ戦
- 北信越フットボールリーグ1部：6回
  - 2012年、2013年、2014年、2015年、2017年、2018年

### カップ戦
- 全国地域サッカーリーグ決勝大会
  - 3位：1回 (2015年)
  - 4位：1回 (2014年)

## ユニフォーム

### クラブカラー
- 緑、  オレンジ、  白

### ユニフォームデザイン
- 2013年 : FPはホームが緑で、アウェイが白、GKはホームが青で、アウェイが赤の基調色。両胸部分に恐竜の骨格がデザインされている[17]。
- 2014年 : ホームとアウェー用ともに、恐竜の頭蓋骨の図柄がフロントに大きくデザインされたモデルになっている[18]。
- 2015年 : FPはホーム用が薄い緑、アウェー用は黄色、GKはホームが青、アウェーが赤。生地や縫製はセーレンが担当。最新の染色加工技術による細やかなグラデーションがあしらわれている。背番号やエンブレムも含め、初めて福井の企業だけで完成したモデルとなっている[19]。
- 2016年 : 肩にクラブエンブレムの象徴である肉食恐竜『フクイラプトル』の柄を織り込んだデザイン。右袖には、パンツスポンサーである日本ダム株式会社のロゴ、『FUKUI』の文字がプリント。ユニフォームはメイドイン福井で、エンブレムや柄等は日本ダム、番号の転写はジャパンポリマークが手掛けた[20]。
- 2017年 : 肩には、肉食恐竜『フクイラプトル』の柄。ボディには縞柄を織り込みつつ、昨年まで積み重ねてきた10年の歴史を表現。そして丸く円を描き切り替えした縞柄は、福井県民「一丸」となって、明るい未来を積み重ねようという思いが込められている[21]。

### ユニフォームスポンサー
| 掲出箇所 | スポンサー名         | 表記                                                | 掲出年   | 備考                                            |
| 胸       | 福井銀行             | 福井銀行                                            | 2014年 - |                                                 |
| 鎖骨     | なし                 | -                                                   | -        |                                                 |
| 背中上部 | 松浦機械製作所       | Matsuura                                            | 2014年 - |                                                 |
| 背中下部 | あしたのチーム       | はたらく人のワクワクをクリエイトする あしたのチーム | 2018年 - |                                                 |
| 袖       | センチュリオンホテル | センチュリオンホテル                                | 2018年 - |                                                 |
| パンツ   | 日本ダム             | ND NIPPON DOM                                       | 2014年 - | 2013年は袖に掲出 2013年は「ND」「日本ダム」表記 |

### ユニフォームサプライヤー
- 2009年 - 2012年：コネクト.エス
- 2013年 - 2014年：ペナルティ
- 2015年：セーレン
- 2016年 - 2018年：ペナルティ

### 歴代ユニフォームスポンサー年表
| 年度 | 胸                             | 鎖骨   | 背中上部                                    | 背中下部                                            | 袖                               | パンツ              | サプライヤー  |
| 2007 | -                              | 解禁前 | -                                           | 解禁前                                              | -                                | -                   | -             |
| 2008 | -                              | 解禁前 | -                                           | 解禁前                                              | -                                | -                   | -             |
| 2009 | -                              | 解禁前 | -                                           | 解禁前                                              | -                                | -                   | コネクト.エス |
| 2010 | -                              | 解禁前 | -                                           | 解禁前                                              | -                                | -                   | コネクト.エス |
| 2011 | -                              | 解禁前 | -                                           | 解禁前                                              | -                                | -                   | コネクト.エス |
| 2012 | -                              | 解禁前 | -                                           | 解禁前                                              | -                                | -                   | コネクト.エス |
| 2013 | gooten neue Connect.S Co.,Ltd. | 解禁前 | 福井工業大学 Fukui University of Technology | 解禁前                                              | ND 日本ダム                      | ジャパン ポリマーク | PENALTY       |
| 2014 | 福井銀行                       | 解禁前 | Matsuura                                    | 解禁前                                              | 社会福祉法人 藤島会 ふじしまえん | ND NIPPON DOM       | PENALTY       |
| 2015 | 福井銀行                       | 解禁前 | Matsuura                                    | 解禁前                                              | ふじしまえん                     | ND NIPPON DOM       | セーレン      |
| 2016 | 福井銀行                       | 解禁前 | Matsuura                                    | -                                                   | ふじしまえん                     | ND NIPPON DOM       | PENALTY       |
| 2017 | 福井銀行                       | 解禁前 | Matsuura                                    | -                                                   | ふじしまえん                     | ND NIPPON DOM       | PENALTY       |
| 2018 | 福井銀行                       | -      | Matsuura                                    | はたらく人のワクワクをクリエイトする あしたのチーム | センチュリオン ホテル            | ND NIPPON DOM       | PENALTY       |